# Aureo L. Calles
Aureo Lino Calles Pardo (n. Huimanguillo, Tabasco, 23 de septiembre de 1887-Ciudad de México, 20 de noviembre de 1957) Fue un militar mexicano. Participó en diversas batallas durante la Revolución mexicana en Tabasco, posteriormente alcanzó el grado de Jefe de operaciones militares en los estados de Tabasco, Colima, Yucatán y Chiapas, llegando a ser gobernador interino de Tabasco en 1935.

## Desempeño militar
Ingresó a las filas del Ejército Libertador del Sur durante la Revolución mexicana en Tabasco el 6 de diciembre de 1910, bajo las órdenes de Ernesto Colorado, participando con las fuerzas zapatistas en la Toma de Huimanguillo, la de Heroica Cárdenas, Cunduacán y Comalcalco, en Tabasco, logrando el grado de teniente. El 9 de mayo de 1911, participó en la Batalla de Pichucalco, Chiapas, ascendiendo a Capitán segundo. Se adhierió a las fuerzas constitucionalismos en abril de 1913 con el grado de Capitán primero. 
El 10 de junio de 1914 obtuvo el grado de Mayor luego de la Toma de Huimanguillo, la de Paraíso y Ocuapan. En 1915 libró las batallas de Hecelchakán, Bolonchenticul y Blanca Flor, Campeche, así como en Halachó, Yucatán. Al ocupar Santa Cruz de Bravo, Quintana Roo fue ascendido a coronel. En 1917 participó en la campaña de Veracruz y Tabasco. 
Como general de brigada desempeñó fue jefe de guarnición de Veracruz, Durango y Puebla. En abril de 1929 participó en las campañas de los estados de Sinaloa y Sonora durante la Rebelión escobarista hasta el 15 de julio de 1932. Fue nombrado general de brigada en julio de 1932. Fue jefe de operaciones militares en Tapachula, Chiapas,  Colima y Mérida, Yucatán.

## Gobernador de Tabasco
Fue nombrado gobernador provisional de Tabasco, el 19 de julio de 1935, en sustitución de Manuel Granier González y en plena persecución religiosa en el estado, permaneciendo en el gobierno un período de seis meses, hasta el 31 de marzo de 1936 en que entregó el cargo a Víctor Fernández Manero.

## Otros cargos
Posteriormente, continuó con su carrera en las fuerzas armadas, siendo nombrado comandante de la 11, 20 y 31 Zonas Militares. Fue nombrado general de División en agosto de 1942 y en abril de 1949 fue nombrado subsecretario de Guerra y Marina de la Secretaría de la Defensa, durante el gobierno del presidente Miguel Alemán Valdés.

## Fallecimiento
Murió en la Ciudad de México, el 20 de noviembre de 1957, cuando era comandante de la Legión de Honor Militar.